# Nerbyn
Nerbyn is een plaats in de gemeente Umeå in het landschap Västerbotten en de provincie Västerbottens län in Zweden. De plaats heeft 75 inwoners (2005) en een oppervlakte van 13 hectare. De plaats ligt ongeveer vijf kilometer ten westen van het stadscentrum van Umeå en grenst aan de rivier de Ume älv.